# Samford Bulldogs

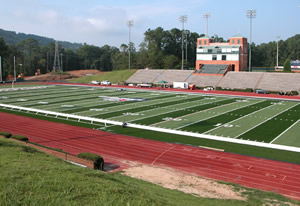
Seibert Stadium.

Samford Bulldogs (español: Bulldogs de Samford) es el equipo deportivo de la Universidad Samford, situado en Homewood, Alabama. Los equipos de los Bulldogs participan en las competiciones universitarias organizadas por la NCAA, y forman parte de la Southern Conference.

## Apodo y mascota
El apodo de los equipos de Samford es el de Bulldogs, y su mascota es uno de esos perros, con collar repleto de pinchos y gesto desafiante, que responde al nombre de Spike.

## Programa deportivo
Los Bulldogs participan en las siguientes modalidades deportivas:
| - Masculino - Baloncesto - Béisbol - Fútbol americano - Tenis - Cross - Golf - Atletismo | - Femenino - Cross - Baloncesto - Golf - Softball - Voleibol - Tenis - Atletismo |

### Baloncesto
Samford nunca ha llegado a clasificarse para la Fase Final de la NCAA, y tan solo dos de sus jugadores han llegado a entrar en el Draft de la NBA en alguna ocasión, aunque nunca llegaron a debutar como profesionales.

### Fútbol americano
Un total de once jugadores de los Bulldogs han llegado a jugar como profesionales en la NFL, de los cuales uno permanece en activo.

## Instalaciones deportivas
- Seibert Stadium. Es el terreno de juego donde se pracitca el fútbol americano y el atletismo. Tiene una capacidad para 6.700 espectadores y fue inaugurado en 1958.[3]
- Pete Hanna Center. Es el pabellón donde se disputa el baloncesto y el voleibol.Fue inaugurado en noviembre de 2007, contando con una capacidad de 5.000 espectadores.[4]
- Joe Lee Griffin Stadium. Es el estadio donde se disputa el béisbol. Cuenta con una capacidad para 1000 espectadores y fue remodelado completamente en el año 2000.[5]